# Algieba

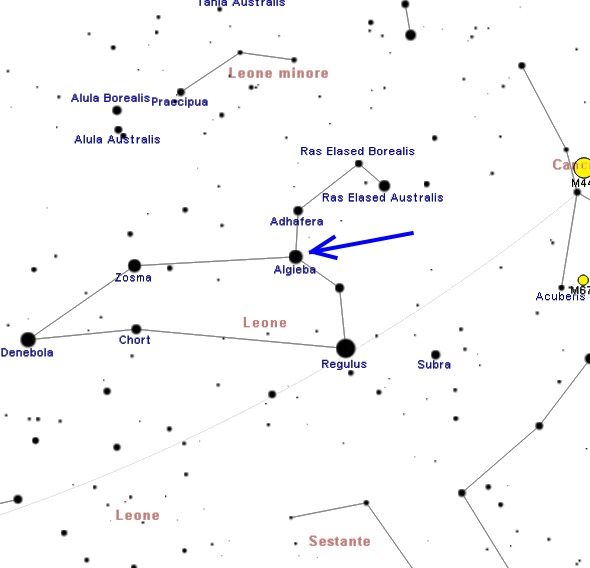
Algieba a la constel·lació Leo

Algieba (Gamma del Lleó / γ Leonis) és la tercera estrella més brillant de la constel·lació del Lleó darrere de Regulus (α Leonis) i Denebola (β Leonis), amb magnitud aparent +2,21. El seu nom prové de l'àrab Al-Jabhah i significa "front", encara que en realitat està situada a la cabellera del lleó. El nom en llatí per a aquesta estrella és Juba.
A 126  anys llum de distància de la Terra, Algieba és una estrella binària amb els seus dos components separats visualment menys de 5 segons d'arc. Algieba A és una estrella gegant taronja de tipus espectral K0 IIIb amb un radi 23 vegades més gran que el radi solar i 180 vegades més lluminosa que el Sol. Algieba A també és una estrella gegant, encara que de color groc i tipus espectral G7 III. Més petita que la seva companya, el seu radi és 10 vegades més gran que el radi solar i la seva lluminositat és equivalent a 50 sols. El parell es pot resoldre amb un telescopi petit si les condicions atmosfèriques són bones.
La separació mitjana entre les dues components és d'almenys 97  UA, encara que la gran excentricitat de l'òrbita fa que aquesta variï entre 15 i 180 ua. El període orbital del sistema és d'uns 620 anys. La baixa metal·licitat de les dues estrelles (el seu contingut en ferro és aproximadament una tercera part que el solar) i la seva alta velocitat relativa respecte al Sol (71 km/s) suggereixen que el parell prové d'una part diferent de la galàxia.
A 5  minuts d'arc d'Algieba es troba l'estrella AD del Lleó, molt més pròxima a la Terra i que no forma part del sistema estel·lar. Una quarta estrella a 6 minuts d'arc si pot estar gravitacionalment unida a les dues estrelles gegants.